# Walter Sawitzky

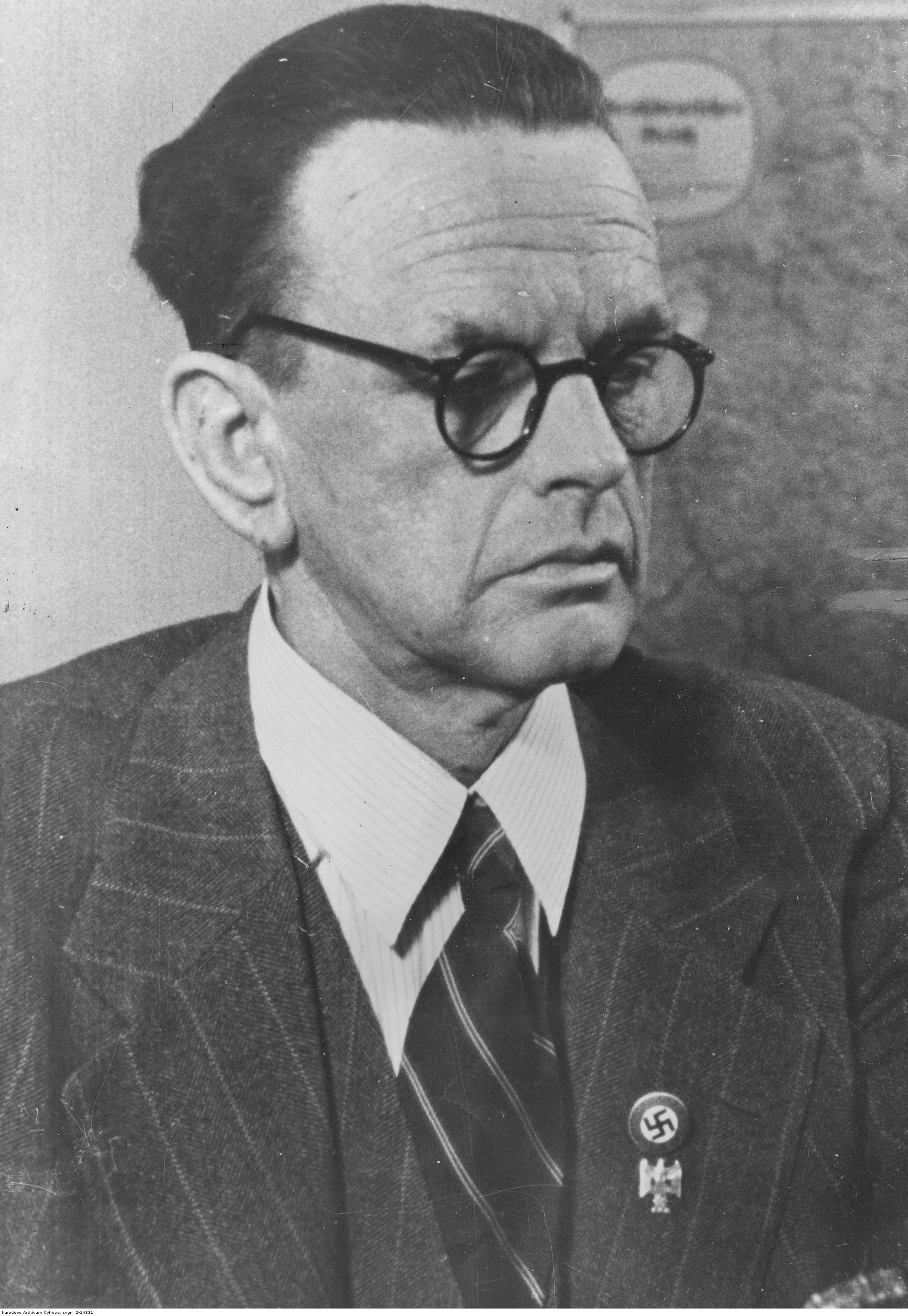
Walter Sawitzky

Walter Sawitzky (* 5. Dezember 1892 in Riga; † 27. Januar 1950 in Staffelstein) war ein deutsch-baltischer Schriftsteller, Journalist, Kabarettist und Komponist.

## Leben
Walter Sawitzky wurde als Sohn des Bauunternehmers Johann (John) Sawitzky und dessen Ehefrau Marianne geb. von Neiendorf in Riga geboren.
Er besuchte Schulen in Berlin und Riga, wurde Kaufmann und Journalist. Als Untertan des Zaren wurde er im Ersten Weltkrieg als Offiziersanwärter einberufen und diente von 1915 bis 1916 in der russischen Armee.
Von 1918 bis 1930 war er als Operettenkomponist und Kabarettist in Riga tätig.
Seit 1930 lebte er in Deutschland als Schriftsteller und Übersetzer, ab ca. 1948 in Niederau bei Ebensfeld in Oberfranken.
Am 26. Juli 1937 heiratete er Maria Stellmacher.
In Berlin hatte er Kontakt mit dem Netzwerk Steenberg.

## Vielfältige Aktivitäten
Sawitzkys Familie verlor durch die Folgen des Ersten Weltkriegs das in Immobilien angelegte Vermögen. Dadurch musste sich Walter Sawitzky nach neuen Verdienstmöglichkeiten umsehen. Seine musikalische Begabung bewies er in öffentlichen Auftritten als Stimmungssänger. 1921 veröffentlichte er den Boston-Walzer Longby-Long. In humoristischen Vorträgen zeigte er sein Können als Kabarettist. Auch Klavier-Auftritte hatte er in seiner Zeit in Riga.
Bereits während dieser Zeit veröffentlichte er kurze Beiträge in der lokalen Rigaer Presse. Nach 1930 folgten längere Erzählungen und Romane, die häufig als Fortsetzung in Zeitungen und auch in Buchform veröffentlicht wurden.
Über das gedruckte Medium hinaus schuf er Werke für die Bühne und den Film.

## Werke (Buchausgaben)
- Warum schreibst Du nicht, Rolli? (Roman, Berlin 1933)
- 2 x Alexandra (Kriminalroman, Berlin 1934, spätere Ausgabe Zweimal Alexandra)
- Gemischtes Doppel (Roman, Berlin 1934)
- Fremdenheim Filoda, ein lustiger Roman (Berlin 1935)
- Mädchen ohne Spur (Abenteuerroman, Berlin 1936)
- Scharfe Sachen (Theaterstück unter Verwendung von Themen aus Fremdenheim Filoda; Berlin 1936)
- Michael in Unordnung, Der Roman einer Karriere (Berlin 1937)
- Mit dem Leben um die Wette (Künstlerroman; Berlin 1937)
- Kampf um Siglon (Roman, 1938)
- Tüchtig, tüchtig, die Paasemanns (Roman, Berlin 1938, später unter dem Titel Geld aus der Luft)
- Blonde Frau im fernen Osten (Abenteuerroman; Berlin 1938)
- Geld aus der Luft (Kelters Wochen-Roman, Band 114; 1940)
- Angst vor Saborin (Roman; 1940)
- Die goldene Ecke (Roman; Berlin 1940)
- 3 Wochen im Dünensand (Erzählung; Berlin 1940)
- Fesseln der Vergangenheit (Kriminalroman; Berlin 1941)
- Kerkhovens kehren heim (Roman; Berlin 1941)
- Aguhn weiß alles (Roman; Berlin 1943)
- Wollen Sie mich heiraten?  (als Fortsetzungsroman, 1943)
- Saveur macht Fehler (Kriminalroman; Berlin 1953)
- Und eines Tages kam Isabel... (Kulmbach 1952)
- Bartholdy und die Tänzerinnen (Roman; Berlin o. J.)
- Heike und die Solisten (Roman; Berlin o. J.)

## Übersetzungen ins Niederländische
- Pension Filoda (Haarlem 1936)
- De man zonder naam (Der namenlose Mann, Haarlem o. J.)

## Operetten
- Bubis Millionen, Operette in 3 Akten. Musik von Sawitzky nach Texten von Eddy Beuth. (Riga 1922).
- Tatjana, Operette in fünf Bildern. Libretto von Walter Sawitzky und Oskar Felix mit der Musik von Boris Grams. (Berlin 1936)
- Wettlauf der Herzen, Operette in drei Akten. Libretto von Walter Sawitzky und Oskar Felix mit der Musik von Boris Grams. (Berlin 1939)

## Drehbücher zu Filmen
- Fremdenheim Filoda. Drehbuch von Bobby E. Lüthke nach Sawitzkys Roman Fremdenheim Filoda; Regie Hans Hinrich; 1937. (Alternativtitel: Pension Filoda)
- Geld fällt vom Himmel. Drehbuch von Sawitzky nach seinem Roman Tüchtig, tüchtig, die Paasemanns; Regie Heinz Helbig, mit deutschen Schauspielern; 1938. (Alternativtitel: Kleines Mädchen – Große Liebe )
- Pengar från skyn. Deutsch-Schwedische Gemeinschaftsproduktion. Drehbuch nach Sawitzky Tüchtig, tüchtig, die Paasemanns; Regie Rune Carlsten, mit schwedischen Schauspielern; 1938.